# Surlykus longigracilis
Surlykus longigracilis è un pesce osseo estinto, appartenente agli argentiniformi. Visse nell'Eocene inferiore (Ypresiano, circa 53 - 50 milioni di anni fa) e i suoi resti fossili sono stati ritrovati in Europa settentrionale.

## Descrizione
Questo pesce era dotato di un corpo allungato e snello, che si assottigliava leggermente nella parte posteriore. Solitamente Surlykus non raggiungeva i 10 centimetri di lunghezza. La testa è moderatamente allungata e di profilo subrettangolare. La bocca è in posizione terminale, e la sua apertura si estende quasi davanti al margine anteriore dell'orbita; quest'ultima è arrotondata e relativamente grande (circa il 30% della lunghezza della testa). Il peduncolo caudale è relativamente corto e profondo. La pinna dorsale si inserisce approssimativamente alla metà del corpo. L'origine della pinna anale si trova nel quarto posteriore del corpo. Le pinne pettorali si inseriscono ventrolateralmente lungo i fianchi. L'origine delle pinne pelviche si trova appena dietro l'inserzione della pinna dorsale. La pinna caudale è profondamente biforcuta.
Tra le caratteristiche distintive di Surlykus, lo scheletro caudale mostra il primo centro preurale e il primo centro urale separati, una condizione unica all'interno degli argentiniformi. Inoltre, Surlykus è caratterizzato dall'avere una grande bocca e un'unica sopramascella.

## Classificazione
Surlykus è un membro degli Argentiniformes, un gruppo di pesci marini attualmente rappresentati da varie famiglie sia pelagiche che abissali. A causa delle caratteristiche dello scheletro caudale e dalla presenza di una sopramascella, Surlykus è considerato un membro arcaico dell'ordine: le analisi cladistiche lo pongono alla base di un gruppo comprendente tutte le famiglie attuali di argentiniformi ([ Argentinidae + Opisthoproctidae ] + [ Bathylagidae + Microstomatidae ]).
I fossili di questo pesce sono stati ritrovati in grandi quantità nella formazione Fur in Danimarca, in terreni risalenti all'Eocene inferiore. I fossili furono noti per decenni ai collezionisti con il nome non ufficiale di "Argentina sphyraena", prima di essere descritti ufficialmente nel 2023 con il nome di Surlykus longigracilis. Il nome generico è in onore del professor Finn Surlyk, autore di importanti studi sulla formazione Fur, mentre l'epiteto specifico deriva dalle deriva dalle parole latine longus ("lungo") e gracilis ("snello") che si riferiscono alla forma del corpo. Altri fossili di Surlykus sono stati ritrovati nella formazione Ølst, di poco più antica, e in alcune perforazioni nel Mare del Nord in Norvegia.

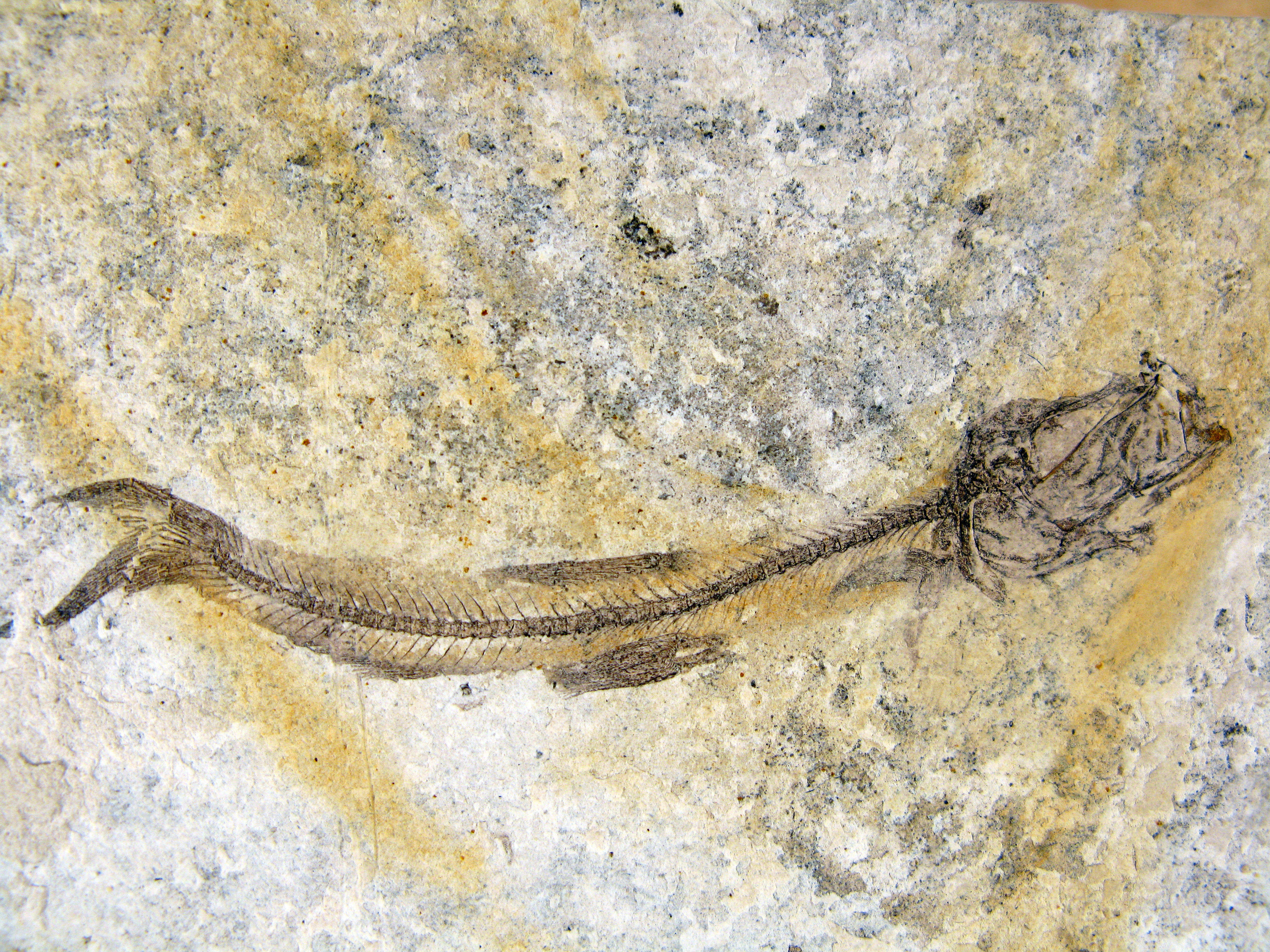
Fossile di Surlykus longigracilis

## Paleoecologia
Surlykus è di gran lunga il pesce più abbondante all'interno dei sedimenti della formazione Fur, che si originò in un mare relativamente basso nell'Eocene inferiore. Associazioni di mortalità di massa indicano che Surlykus formava grandi banchi nell'antico bacino del Mare del Nord, dove probabilmente rappresentava il nucleo trofico delle locali comunità ittiche, così come i clupeidi lo erano in quelle dei mari della Tetide e di ciò che diventerà in seguito il mar Mediterraneo. Le mortalità di massa potrebbero essere state causate dal soffocamento derivante dalla consistente ingestione di metaboliti tossici prodotti dalle fioriture algali o dalla pesante caduta di cenere correlata all'attività vulcanica.